# Ініціатива «Десять тисяч»
Ініціати́ва «Де́сять ти́сяч» (повна назва — «Де́сять ти́сяч у Брюссе́лі на підтри́мку самови́значення», кат. Deu Mil a Brussel·les per l’Autodeterminació) — громадський рух для організації демонстрації 7 березня 2009 року в Брюсселі на підтримку права каталонців на самовизначення і можливості створення власної держави.
За даними організаторів демонстрації, в ній взяли участь 12 тисяч осіб з каталанських країн та з-за кордону, за даними брюссельської поліції — 3 тисячі.
Така ідея народилася після опублікуваня 6 вересня 2008 р. посту Анріка Канели (кат. Enric Canela) під назвою «Perplex, jo?» на сайті «blocgran.cat», у якому він запропонував провести демонстрацію у Мадриді на підтримку прагнення каталонців до самовизначення аж до відокремлення від Іспанії. У коментарях було запропоновано провести таку демонстрацію не в Мадриді, а у Брюсселі — столиці Європейського Союзу.
Гаслом демонстрації обрано слова «Ми хочемо власну державу!» (кат. Volem l’Estat propi!). 
Головними завданнями демонстрації стали:
- винесення питання майбутньої незалежності Каталонії (каталанських країн) на міжнародний рівень,
- змусити усі прокаталонські політичні партії оголосити головною метою своїх програм незалежність Каталонії,
- об'єднати усі прокаталонські сили для досягнення головної мети — незалежності каталонської нації (кат. la Independència de la Nació Catalana).

29 грудня 2008 р. співаком Жерардом Сезе (кат. Gerard Sesé) було написано мелодію та слова гімну демонстрації.
Офіційно демонстрацію не підтримали Народна партія Каталонії та Соціалістична партія Каталонії, що виступають проти незалежності Каталонії. Конвергенція та Єднання, що виступає за незалежність Каталонії, вирішала не підтримувати маніфестацію, оскільки не вважає саме таку форму правильною. Також не підтримує маніфестацію представник Жанаралітату Каталонії при Європейському Парламенті Анна Террон (ісп. Anna Terrón).